# Туризм у Демократичній Республіці Конго
Туризм у Демократичній Республіці Конго — один із секторів економіки ДР Конго.
В ДР Конго у туристів є безліч унікальних можливостей побачити дику природу, культуру корінних народів і визначні пам'ятки, які зрідка зустрічаються в інших частинах світу і в Африці. Можна здійснити похід, в якому побачити горил в дикій природі, зустріти пігмеїв і познайомитися з їх традиційним способом життя в лісі, зустріти бонобо і окапі — два рідкісних види, які не можна знайти в інших місцях на Землі, і піднятися на вершину вулкана.
Через військові дії у східній частині країни кількість туристів знизилася. Але після встановлення миру в регіоні кількість туристів з-за кордону продовжує збільшуватися.